# Щурівці (Гайсинський район)
Щу́рівці — село в Україні, у Кунківській сільській громаді Гайсинського району Вінницької області.

## Населення

### Мова
Розподіл населення за рідною мовою за даними перепису 2001 року:
| Мова            | Кількість | Відсоток |
| --------------- | --------- | -------- |
| українська      | 387       | 96.99%   |
| російська       | 11        | 2.76%    |
| інші/не вказали | 1         | 0.25%    |
| Усього          | 399       | 100%     |

## Географія
Розташоване в західній частині Гайсинського району над мальовничими берегами верхньої частини Ладижинського водосховища, на лівому березі річки Південний Буг та невеликої річки Западвинки (Рудка). Найближчі населені пункти — Кузьминці, Сокільці, Косанове, Нижча Кропивна, Семенки, Зяньківці.
Наближча станція Семенки, обслуговується поїздом Вінниця-Гайворон тричі на тиждень. Станція знаходиться в Нижчій Кропивній (від Щурівців — 5 км).
Село відноситься до історико-етнографічним регіоном Поділля Поблизу села збереглися залишки поселень доби неоліту(буго-дністровської культури)., крім того, виявлені поселення трипільської культури та ранніх слов'ян, а также досліджено кургани з похованнями доби бронзи, скіфських і сарматських часів та виявлено поселення черняхівської культури.

## Літопис
Вперше згадується в XVI столітті зем'янин Щуровський — власник села Щурівці Брацлавське воєводство  (Хоча перша письмова згадка про (Древне Щур) датується 1600 роком, та є докази, що село значно старше, згадується в документах з 1545 року. Є старе церковище, про яке нема відомостей).
Після Андрусівського перемир'я 1667 роки Брацлавщина, як і вся Правобережна Україна, залишилася під владою польської корони. Проте шляхетська Польща настільки слабшала, що не змогла встояти перед натиском Високої Порти і за Бучацьким миром 1672 року віддала туркам значну частину Подільського, Брацлавського і Київського воєводств.
Після другого розділу 1793 року Поділля і Брацлавщина відійшли до Росії і утворили Подільську губернію, до західної частини губернії увійшло власне Подільське воєводство, i східне — Брацлавське воєводство.
З 1797 по 1924 рік входить до Монастирської волості (Грабовецька) Брацлавського повіту Подільської губернії Російської імперії
У 1924 році Щурівці приєднали до Ситковецького району, який проіснував до 21.01.1959 року і став Гайсинським районом Вінницької області.
У 1957 році хутір Щуровецький Млин був приєднаний до села Щурівці.
У 1959 відбулося злиття Щуровецької і Кузьминецької сільради, а також злиття колгоспу «Комуніст» з колгоспом «Імені Сталіна» з назвою «Зоря комунізму», з центром у селі Кузьминці.
У 1976 закрилася восьмирічна школа.
12 червня 2020 року, відповідно розпорядження Кабінету Міністрів України № 707-р «Про визначення адміністративних центрів та затвердження територій територіальних громад Вінницької області», село увійшло до складу Кунківської сільської громади.
17 липня 2020 року, в результаті адміністративно-територіальної реформи і ліквідації Гайсинського району, село увійшло до складу новоутвореного Гайсинського району.

## Церква Різдва богородиці
Храм засновано: 1862 р. Церква [ГСК, с. 245]. Церква Різдва богородиці збудована у 1862 р. — мала дерев'яна. У 1882 р. прибудована нова дзвіниця. Церква згоріла в 1892 р. Нова церква збудована в 1894 р. — велика дерев'яна [ПЦ, c. 147—148]. Церква є [КВн]. В наші часи на місці старої дерев'яної парафіяльної церкви звели . нову будівлю

## Персоналії та уродженці
У березні 1944 року відзначилися під час форсування Південного Бугу і підступах до річки Південний Буг в районі села Щурівці і були удостоєні нагород Герой Радянського Союзу Зваригін Пантелей Олександрович (1914—1944) i Павло Єгорович Огнєв (1911—1987)
Книга пам'яті загиблих в роки Великої Вітчизняної війни
Гуменюк Микола Петрович (1936-1997) - ректор Київського державного інституту фізичної культури. Герой Радянського Союзу Чорноморець Олександр Григорович
Дідиченко Володимир Петрович, професор біології.

## Галерея

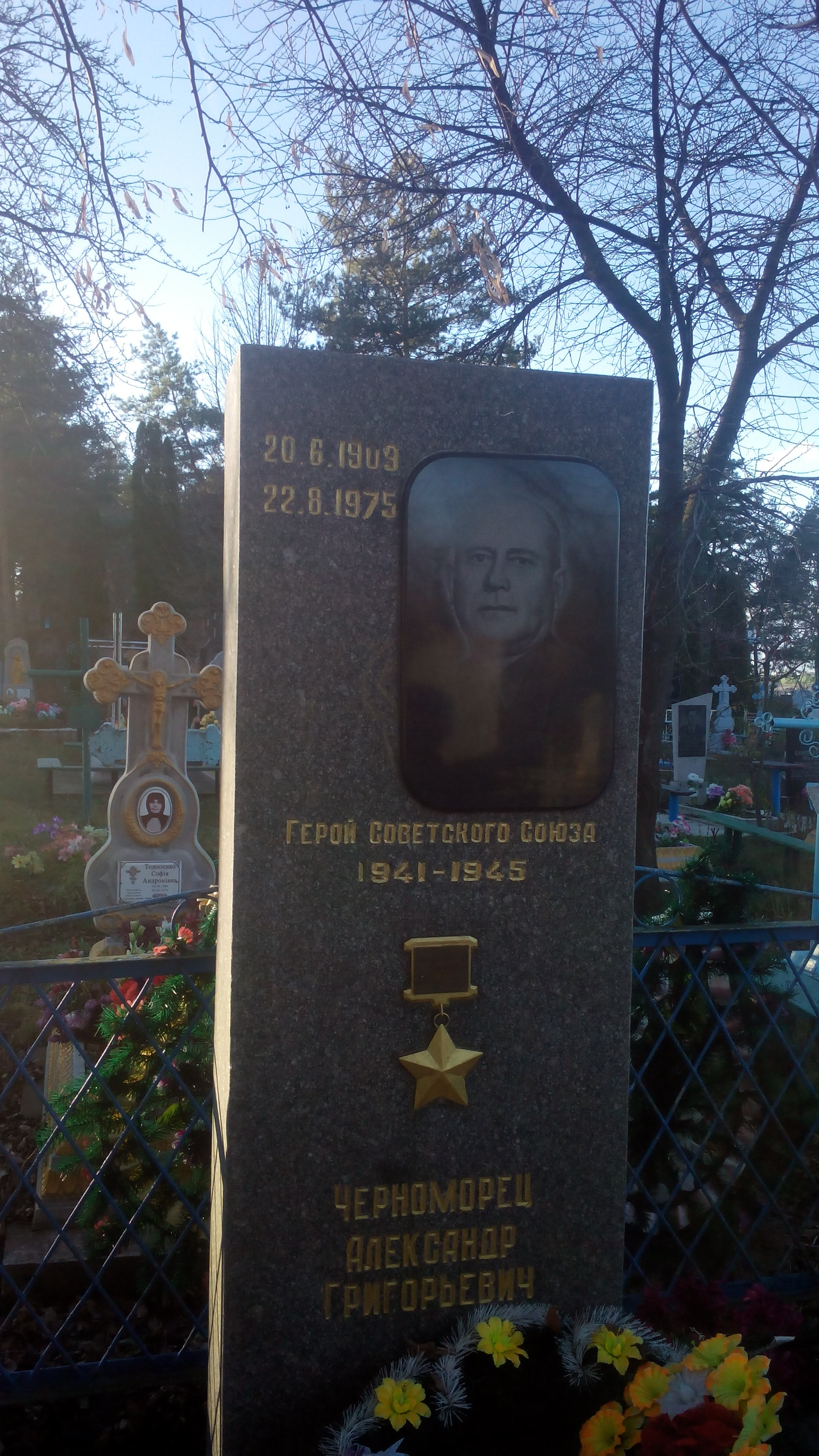
Надгробный памятник Черноморцу А. Г. в с. Щуровцы.